# Rafík Szájfi
Rafik Szájfi (Algír, 1975. február 7. –) algériai válogatott labdarúgó.

## Fordítás
- Ez a szócikk részben vagy egészben  a   Rafik Saïfi) című angol Wikipédia-szócikk fordításán alapul.  Az eredeti cikk szerkesztőit annak laptörténete sorolja fel. Ez a jelzés csupán a megfogalmazás eredetét és a szerzői jogokat jelzi, nem szolgál a cikkben szereplő információk forrásmegjelöléseként.